# 圆丛红景天
圆丛红景天（学名：Rhodiola juparensis）是景天科红景天属的植物，为中国的特有植物。分布在中国大陆的甘肃、青海等地，生长于海拔3,500米至4,200米的地区，见于石上，目前尚未由人工引种栽培。